# Эрман, Тим
Тим Э́рман (нем. Tim Oermann; род. 6 октября 2003, Бохум, Северный Рейн-Вестфалия) — немецкий футболист, защитник клуба «Байер 04», выступающий на правах аренды за австрийский «Штурм».

## Клубная карьера
Эрман — воспитанник клубов «Альтенбохум» и «Бохум». 18 сентября 2022 года в матче против «Кёльна» он дебютировал в Бундеслиге в составе последних. В начале 2023 года Эрман на правах аренды перешёл в австрийский «Вольфсберг». 11 февраля в матче против «Тироля» он дебютировал в австрийской Бундеслиге. По окончании аренды игрок вернулся в «Бохум».